# Africans a Hong Kong
Els africans de Hong Kong són una petita comunitat de la Diàspora africana a Hong Kong. S'estima que el 2018 hi havia 2.000 africans a Hong Kong. La majoria són cristians i musulmans. Parlen anglès, francès, Igbo, Ioruba i altres llengües africanes.

## Població
Segons l'Associació Africana de Hong Kong el 2018 hi havia uns 2000 africans a Hong Kong. Hi ha un grup d'immigrants de Sud-àfrica i uns 200 són africans d'origen europeu.
La meitat dels africans de Hong Kong viuen a Yuen Long. També hi ha una població significativa d'africans a Chungking Mansions a Nathan Road, a Kowloon, el districte de Tsim Sha Tsui. Molts africans de Hong Kong són comerciants, sobretot de telèfons mòvils, productes electrònics i de botigues d'exportació a Chungking Mansions.

## Comerç internacionals
Molts africans viatgen habitualment a Hong Kong per a fer-hi negocis d'importació-exportació, sobretot d'electrodomèstics. Aquests poden obtenir un benefici econòmic del triple de la seva inversió. Molts africans tenen comerços o fan els seus intercanvis comercials a Chungking Mansions., un bloc comercial situat al cor del districte turístic de la ciutat que va obrir a la dècada de 1960. En aquest centre comercial hi ha botigues que pertanyen a persones de més de 100 nacionalitats i hi ha allotjaments barats.
Tot i la crisi econòmica de principis del segle xxi, el comerç entre la Xina i Àfrica ha patit un gran auge. Segons el Standard Chartered Bank el 2016 hi va haver un intercanvi de 200 bilions de dòlars entre Àfrica i la Xina.
A banda de viatjar a Hong Kong per a comprar-hi productes electrònics i de telefonia mòbil, els africans també hi van per comprar productes tèxtils i calçat, però no n'hi ha estadístiques oficials perquè és un mercat informal. Així, els Chungking Mansions són coneguts com la nova ruta de la seda.

## Narcotràfic
El maig del 2015 la policia de Hong Kong va arrestar més de 40 gambians per tràfic de drogues o treballar al país sense permís de treball. El juliol del mateix any Mark Ford-McNicol, l'assistent del districte de la policia de Hong Kong va declarar als mitjans de comunicació que "s'ha erradicat el tràfic de drogues de Lan Kwai Fong (...) Hem netejat Lang Kwai Fong de delinqüents africans".